# Quentalia orizava
Quentalia orizava är en fjärilsart som beskrevs av William Schaus 1900. Quentalia orizava ingår i släktet Quentalia och familjen silkesspinnare. Inga underarter finns listade.